# Pierre Le Coq
Pierre Le Coq (Saint-Brieuc, 17 gennaio 1989) è un velista francese, vincitore della medaglia di bronzo nel windsurf alle Olimpiadi di Rio de Janeiro 2016.

## Palmarès
- Giochi olimpici

Rio de Janeiro 2016: bronzo nello RS:X.